# Fundo 157
Fundo 157, criado pelo Decreto Lei nº 157, de 10 de fevereiro de 1967, era uma opção de investimento disponibilizada aos contribuintes brasileiros em suas declarações de Imposto de Renda.

## História
Os que por ele optassem podiam aplicar parte do valor de imposto de renda devido, para a aquisição de cotas de fundos administrados por instituições financeiras à sua escolha.[carece de fontes?]
Até 1978, os contribuintes recebiam, juntamente com a notificação do imposto de renda, um formulário para investimento em algum Fundo 157 de escolha do contribuinte.[carece de fontes?]
Esse formulário, depois de preenchido, deveria ser apresentado em algum banco ou corretora para que fosse efetivada a aplicação.
Posteriormente, os contribuintes, com base em percentuais indicados pela legislação fiscal, tinham a opção de efetuar seu investimento diretamente na declaração de imposto de renda, sendo que o repasse à instituição administradora escolhida era feito pela Secretaria da Receita Federal, que emitia um certificado de investimento e o encaminhava ao investidor.
Em 5 de junho de 1985, através da Resolução do Conselho Monetário Nacional (CMN) nº 1023, os Fundos 157 então existentes foram transformados ou incorporados em Fundos Mútuos de Investimento em Ações, atualmente denominados Fundos de Investimento.

## Consulta de saldo positivo em Fundo 157
A Comissão de Valores Mobiliários mantém um sistema de consulta da base de dados dos contribuintes que tem saldo positive em um Fundo 157. Somente os contribuintes que declararam imposto de renda entre 1967 e 1983, e que tinham imposto devido, podem possuir aplicação em um Fundo 157.